# Luís Morais (músico)
Luís Morais (Mindelo, 10 de fevereiro de 1935 – New Bedford, 25 de setembro de 2002) foi um músico cabo-verdiano.
Oriundo de uma família de músicos, deu um grande contributo no estilo de música instrumental  de Cabo Verde até o último momento da sua vida e passou a ser considerado o Embaixador da Música de Cabo Verde.
Ele foi  aluno de José Alves dos Reis, regente da banda do Mindelo.
Aos 14 anos, integrava já a banda do Mindelo, actuando na Praça Nova ou até em bares e festas conjuntamente com a família e amigos, interpretando mornas, coladeras,salsas, batucadas e valsas.
Durante a sua longa e prestigiada carreira, notabilizou-se como um virtuoso executante de instrumentos de sopro, entre os quais saxofones (alto e tenor), clarinete e flauta. Foi o mentor do famoso conjunto Voz de Cabo Verde, com o qual percorreu o mundo como solista e director musical. 
No universo dos solistas cabo-verdianos que registraram discos 100% instrumentais, entre eles Luís Rendall, Tazinho, Chico Serra e mais tarde Bau, Luís Morais destacou-se como sendo o mais prolífero artista nacional. A obra de Morais passa pelos estilos tipicamente cabo-verdianos, assim como pelo choro, samba e pela bossa nova do Brasil, e também pela cumbia, que se evidenciou nos anos 60 e 70 no mundo hispânico, chegando também aos grandes clássicos europeus dos anos 60, principalmente na Holanda. Destacam-se "Mona Linda", "Lágrimas", "Nostalgia" e sobretudo "Boas Festas", entre os temas que faziam o imaginário de São Vicente - pensar em terras longínquas, com o som extravagante de uma cumbia (muito em voga na altura) à mistura com uma dolente morna, às vezes a solo, outras vezes com as vozes de Djosinha ou Bana e ainda Cesária Évora, entre outros.
Para além da carreira como músico, Luís Morais também foi professor de Educação Musical no Mindelo, na Praia e em Dakar.

## referências
Luís Morais. In Infopédia [Em linha]. Porto: Porto Editora, 2003-2013. [Consult. 2013-11-14].
Disponível na www: <URL: http://www.infopedia.pt/$luis-morais>.